# Sommerkahl
Sommerkahl là một xã nằm ở huyện Aschaffenburg thuộc vùng hành chính Unterfranken, bang Bayern, Đức. Nơi đây có dân số khoảng 1.300 người (2020).